# Научно-исследовательский институт парашютостроения
АО «Научно-исследовательский институт парашютостроения» — единственный в России головной разработчик парашютных систем всех типов и одно из немногих предприятий в мире, которое самостоятельно осуществляет полный цикл по созданию парашютных систем: фундаментальные и прикладные исследования в области парашютной техники, разработку парашютов всех видов, их изготовление и модификацию, комплексные наземные и летные испытания парашютных систем, сопровождение в эксплуатации, вплоть до возможной последующей утилизации.
Входит в холдинг «Технодинамика» Государственной корпорации «Ростех».
Полное наименование — Акционерное общество «Научно-исследовательский институт парашютостроения».

## История
Научно-исследовательский экспериментальный институт парашютно-десантного снаряжения (НИЭИ ПДС) был создан приказом Министерства лёгкой промышленности СССР от 11 июня 1946 г. по поручению Совета Министров на базе конструкторского бюро завода № 9 (парашютного завода в Гольяново) Главшвейпрома Министерства лёгкой промышленности СССР. С 1958 года НИЭИ ПДС входил в систему авиационной промышленности. Приказом Министерства авиационной промышленности от 30 июня 1966 г. институт был переименован в Научно-исследовательский институт автоматических устройств (НИ АУ).
В 1990 году НИ АУ переименовали в Научно-исследовательский институт парашютостроения. Основными задачами НИИ были определены: разработки опытных образцов парашютно-десантной техники и снаряжения и проведение научно-исследовательских работ в этой области.
В 1999 г. переименован в ГУП «НИИ парашютостроения». В 2000 г. переименован в ФГУП «НИИ парашютостроения».
В 2013 г. реорганизован в ОАО «НИИ парашютостроения» в форме преобразования. В 2015 г. переименован в АО «НИИ парашютостроения».
За более чем 70-летнюю историю Институтом разработано около 5 тысяч изделий различного назначения. В их числе парашютные системы для пилотируемых и беспилотных космических кораблей, парашютные системы для спасения ракетных блоков массой до 70 тонн, тормозные посадочные парашютные системы для всех типов самолётов, спасательные парашютные системы для экипажей летательных аппаратов, десантные людские и грузовые системы, а также специальные парашютные системы и парашютные системы для боеприпасов — авиабомбы свободного падения, в том числе парашютная система общей площадью 1600 м² для самой мощной и габаритной (100 мегатонн, масса бомбы 25 тонн) термоядерной бомбы, изделия РДС-202.
Специалисты Института создали парашютную систему для приземления первого космонавта Ю. А. Гагарина.
Большой вклад в решение поставленных задач по разработке парашютных систем внесли и вносят следующие конструктора и ученые: В. В. Лялин, В. И. Морозов, А. Н. Кондратьев, В. И. Ладыгин, В. А. Апаринов, Н. И. Лопырев, М. А. Кирзунова, Ю. И. Ревякин, В. Е. Шмелев, В. И. Толстохлебов, В. Н. Комаров, В. И. Соболев, А. М. Краснов, А. С. Буланов, А. Г. Васильченко, В. А. Зорин, А. И. Канунников и другие.
Институт известен за рубежом своими работами в области парашютостроения. В европейской ракете-носителе «Ариан-5» используется парашютная система спасения разгонных блоков массой 40 тонн, созданная Институтом в 90-х годах прошлого века. Институт разработал парашютную систему для спасения исследовательского аппарата «Эксперт» по проекту Европейского космического агентства. В интересах Министерства обороны Франции был разработан и поставлен прототип платформенных средств десантирования военной и специальной техники полётной массой до 16 т с использованием многокупольной парашютной системы.
Лётный испытательный комплекс (ЛИК) Института расположен в г. Киржач Владимирской области. ЛИК был образован 17 мая 1959 года специальным решением Совмина СССР для проведения наземной и лётной отработки опытных образцов парашютно-десантной техники и снаряжения на базе аэродрома «Киржач». ЛИК обладает развитой инфраструктурой, взлётно-посадочная полоса которого способна принимать самолёты массой до 200 тонн (типа Ил-76). Комплекс имеет испытательную базу для проведения широкого спектра исследований, необходимых при создании парашютных систем, в их числе аэробаллистический стенд, не имеющий аналогов в России.
Потенциальными заказчиками Института являются спецподразделения российских и зарубежных министерств обороны, внутренних дел и чрезвычайных ситуаций.

## Руководство
Генеральный директор — Третьяков Дмитрий Владимирович

## Основные виды деятельности
Основная деятельность института связана с развитием авиационной, ракетной и космической техники. 
Институт разрабатывает и создаёт все типы парашютных систем, в том числе:
- спасательные,
- десантные,
- спортивно-тренировочные,
- посадочные тормозные,
- противоштопорные,
- грузовые,
- для беспилотных аппаратов,
- десантирования боевой техники и боевых расчетов,
- низковысотного десантирования,
- ближнего и дальнего космоса,
- головных частей ракетных комплексов,
- авиационных и артиллерийских боеприпасов.